# Seleukos 6. af Seleukideriget
Seleukos 6. Epifanes (? – 95 f.Kr.) var konge af dele af det fallerede Seleukiderige 96 f.Kr. til 95 f.Kr.
Seleukos 6. var den ældste søn af kong Antiochos 8. Grypos og som sådan var han den det tilfaldt af faderens mange sønner at hævne faderens død for Seleukos 6.'s onkel Antiochos 9. Kyzenikos' hånd. I 96 f.Kr. lykkedes det ham at besejre onklen og tage dele af Syrien i besiddelse, men året efter blev han besejret af fætteren Antiochos 10. Eusebes og var tvunget til at gå i eksil. Han slog sig ned i byen Mopsuestia i Kilikien, hvor han holdt hof i luksuriøse omgivelser.
Området følte dog Seleukos' udskrivning af tropper for meget for regionen, der allerede var hårdt plaget af pirater, så de gjorde oprør og belejrede kongen i byens hippodrom, hvor han brændte inde med sine mænd.
Seleukos 6. efterlod sig ingen sønner, men hans mange brødre førte kampen videre i Syrien, også mod hinanden.